# Матиас Остржолек
Матиас Остржолек (на полски: Matthias Ostrzolek) е германски футболист от полски произход, роден на 5 юни 1990 г. в Бохум. Играе като ляв бек в Хамбургер ШФ.

## Клубна кариера
Остржолек преминава през всички детски и юношески формации на Бохум, преди през сезон 2009/2010 да бъде взет в дублиращия отбор. През следващия сезон попада и в групата на първия отбор във Втора Бундеслига и записва няколко мача, а през зимната пауза подписва първия си професионален договор. През януари 2012 г. преминава в отбора от Първа Бундеслига Аугсбург. В най-високото ниво на германския футбол дебютира на 12 февруари г. срещу Нюрнберг. През лятото на 2014 г. подписва с Хамбургер.

## Национален отбор
Остржолек дебютира за националния отбор на Полша до 17 г. още през 2007 г. и изиграва два мача, но след това не получава повече повиквателни за мачове на полските национални отбори. През март 2011 г. дебютира за младежкия отбор на Германия.